# Сувойки

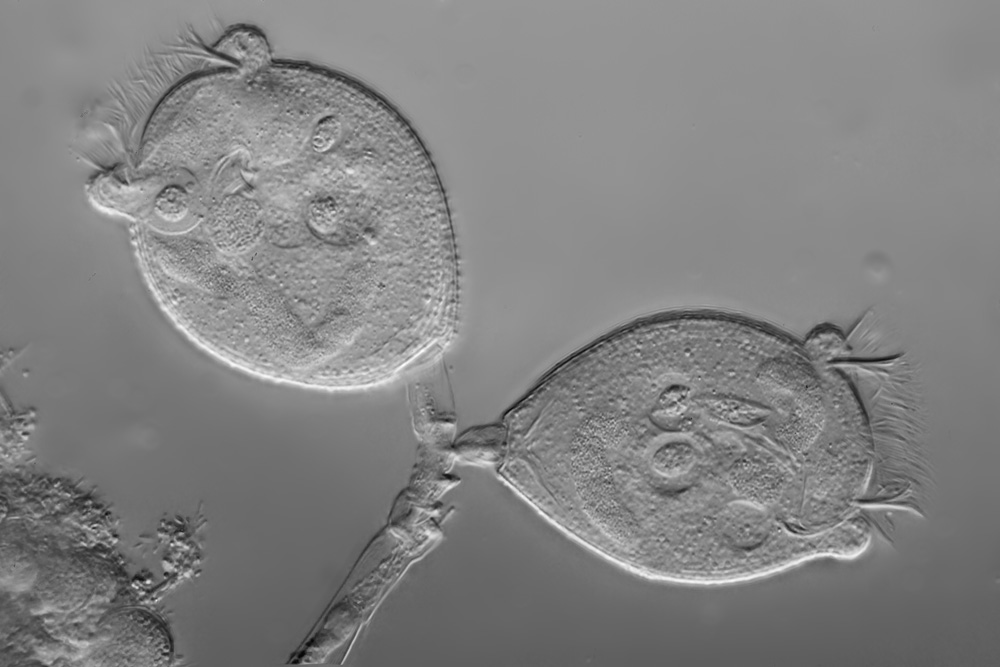
Vorticella sp.

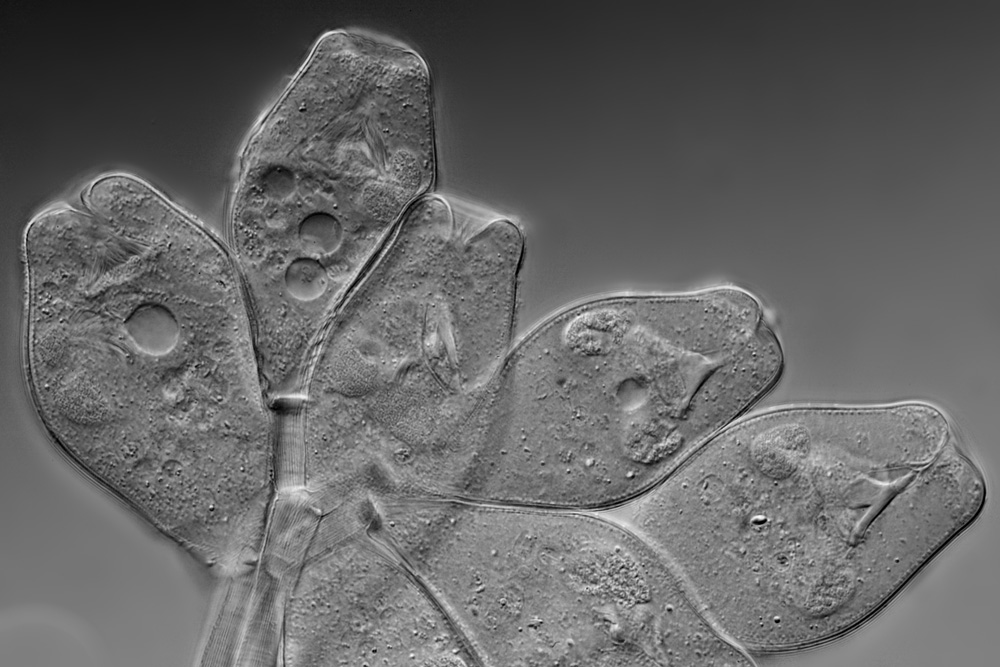
Vorticella sp.

Суво́йки (лат. Vorticella) — род инфузорий из семейства Vorticellidae. Широко распространены в морских и пресных водах.

## Название и описание
Тело имеет форму колокольчика, передний конец которого расширен наподобие воронки, образуя так называемую перистому, окаймлённую околоротовым венчиком из трёх мерцательных мембран. На венчике расположены реснички, движения которых создают сувой (водоворот), втягивающий пищу внутрь микроорганизма. Отсюда такое описательное название сувоек как кругоресничные инфузории.
При сокращении тела сокращается и стебелёк, закручиваясь спирально (благодаря залегающему внутри него осевому пучку мионем).
Одиночные или колониальные микроскопические формы до 0,23 мм в диаметре. Ведут неподвижный образ жизни, прикрепляясь с помощью длинной сократимой ножки или стебелька к неподвижным предметам или к покровам рачков и других животных. Тело бесцветное или желтоватого или зеленоватого цвета; у некоторых встречаются зоохлореллы.
В энтоплазме залегает лентовидный макронуклеус, к нему примыкает единственный микронуклеус. Одна сократительная вакуоль без приводящих каналов находится вблизи перистомы.

## Размножение
Размножается посредством поперечного деления. Кроме бесполого размножения встречается и половое — копуляция, причём сливаются большие, неподвижные формы (макроконидии) с маленькими, свободноплавающими (микроконидиями).
Расселение по водоёму осуществляется путём образования свободноплавающей стадии – бродяжки. На заднем конце тела инфузории возникает венчик ресничек, а перистомальный диск втягивается внутрь. Бродяжка отделяется от стебелька и способна в течение нескольких часов плавать с током воды. Затем она прикрепляется к субстрату задним концом, задний венчик редуцируется, вырастает стебелёк, расправляется перистомальный диск, начинают работать адоральные мембраны.
При неблагоприятных условиях многие виды сувоек способны инцистироваться.

## История рода
Впервые сувойка была описана Антони ван Левенгуком в письме от 9 октября 1676 года. В 1786 году учёный Фридрих Мюллер описал уже 127 видов сувоек, однако с развитием систематики многие из них были отнесены к другим простейшим и коловраткам. Современное определение сувоек в 1838 году предложил Эренберг, и с этого времени было описано более 80 видов сувоек, часть из которых была уже, возможно, описана ранее под другими названиями.

## Некоторые виды
Виды приведены по состоянию на 2021 год по данным Национального центра биотехнологической информации:
- Vorticella aequilata
- Vorticella campanula
- Vorticella chlorostigma
- Vorticella citrina
- Vorticella communis
- Vorticella convallaria
- Vorticella elongata
- Vorticella fusca
- Vorticella gracilis
- Vorticella lima
- Vorticella mayeri
- Vorticella microstoma
- Vorticella natans
- Vorticella oceanica
- Vorticella parachiangi
- Vorticella paralima
- Vorticella scapiformis
- Vorticella similis
- Vorticella sphaeroidalis
- Vorticella striata
- неклассифицированные формы Vorticella